# وليام هوارد تافت الرابع
وليام هوارد تافت الرابع (بالإنجليزية: William Howard Taft IV)‏ (و. 1945 – م) هو محام، ودبلوماسي من الولايات المتحدة الأمريكية .
وهو عضو في الحزب الجمهوري .

## التعليم
تعلم في جامعة ييل، وكلية هارفارد للحقوق.